# Proto-Sinaïtisch schrift

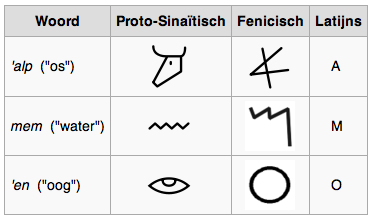
Herkomst en ontwikkeling van de schrifttekens. In het Proto-sinaïtische schrift werd een tekening van een begrip gebruikt om naar de beginklank van dat woord te verwijzen. Het Fenicische en Latijnse schrift zijn hier nog herkenbaar van afgeleid.

Het Proto-Sinaïtisch schrift, ook wel bekend als Proto-Kanaänitisch schrift, was het eerste consonantenschrift. Het Griekse, het Arabische, het cyrillische, het Fenicische, het Aramese en het Latijnse alfabet zijn hier uiteindelijk uit afgeleid. De Egyptische afkomst is aan dit alfabet duidelijk zichtbaar.

## Ontdekking
In 1905 deed archeoloog Flinders Petrie de ontdekking van zowel hiërogliefen als andere tekens op een kleine sfinx uit zandsteen die hij in de omgeving van de Hathortempel van Serabit el-Khadim vond. De sfinx dateert uit de 18e dynastie van Egypte, mogelijk uit de tijd van Hatsjepsoet. De onbekende tekens waren Proto-Sinaïtisch, een voorloper van het Semitisch, bleek later. Deze vondst was in die zin belangrijk, dat zij als een van de oudste voorlopers van het huidige alfabet gold.

## Ontstaan
Vroeger werd gedacht dat toen rond 1700 v.Chr. Sinaï door Egypte werd veroverd, de lokale West-Semitische inwoners werden beïnvloed door de Egyptische cultuur en dat ze toen een paar hiërogliefen overnamen (ongeveer 30) om hun eigen taal te schrijven. Recente ontdekkingen hebben echter dit scenario ontzenuwd. Inscripties van 1900 v.Chr, geschreven in wat lijkt op Proto-Sinaïtisch, zijn gevonden in boven-Egypte, en lokale Egyptische teksten spreken over het bestaan van Semitisch sprekenden in Egypte: de 'Sherden' ("volken uit het groen") leefden in de Nijldelta en waren vaak uit Azië afkomstig. Ook de 'Peleset' die er ooit door de farao werden verslagen, maar daarna als huurlingen in dienst genomen en in Palestina geplaatst, de latere Filistijnen. Proto-Sinaïtisch is nauw verwant met het proto-Kanaänitisch (voorafgaand aan het Bijbelse Kanaän zoals bekend na het Oude Kanaän).

## Herkomst van de tekens
Egyptische hiërogliefen (begripstekens) kunnen staan voor fonetische letters, maar sprekers van een Semitische taal namen niet al deze tekens over. In plaats daarvan kozen ze enkele Egyptische afbeeldingen (o.a. oog, stierenkop, huis(-plattegrond))die men slechts gebruikte om 1 semitische klank mee weer te geven. Een beeldteken is een afbeelding van een object en de eerste letter van het woord van dit object wordt de klank. In het kort heet dit het acrofonische principe. In het Egyptisch echter staat een teken als 'oog' voor verschillende klanken (iri: 'doen'; ir.t: 'oog', ncy: 'aangenaam, bevallig, mooi'.
Als voorbeeld: Een semitisch woord voor 'stier' is alpu > aleph, wat ook het eerste teken in het Proto-Sinaïtische alfabet is. Het stond voor de klank -a-.
Het proto-Sinaïtisch schrift verspreidde zich snel naar Kanaän. Het schrift zoals het gevonden wordt in Kanaän wordt daarom ook wel Proto-Kanaänitisch schrift genoemd. Het is lokaal langzaam in het Fenicische schrift veranderd.

## Het alfabet
| Proto-Sinaïtisch | Fenicisch | Waarde en naam            | Afstammelingen    |
| ---------------- | --------- | ------------------------- | ----------------- |
|                  |           | a 'alp "os"               | א Α A ا           |
|                  |           | b bet "huis"              | ב Β B ب           |
|                  |           | g gaml "werpstok"         | ג Γ C-G ج         |
|                  |           | d digg "vis"              | ד Δ D ذ-د         |
|                  |           | h haw / hll "hoera"       | ה Ε E ه Є         |
|                  |           | w waw "haak"              | ו Ϝ-Υ F-U-V-W-Y و |
|                  |           | z zen /ziqq "handboei"    | ז Ζ Z ز З         |
|                  |           | ḥ ḥet "binnenplaats"      | ח Η H خ-ح         |
|                  |           | ṭ ṭēt "wiel"              | ט Θ ظ-ط Ѳ         |
|                  |           | i/j yad "hand, arm"       | י Ι I-J ي         |
|                  |           | k kap "handpalm"          | כ Κ K ك           |
|                  |           | l lamd "kromstaf"         | ל Λ L ل           |
|                  |           | m mem "water"             | מ Μ M م           |
|                  |           | n naḥš "slang"            | נ Ν N ن           |
|                  |           | ch samek "vis"            | ס Ξ X Ѯ           |
|                  |           | o en "oog"                | ע Ο O غ-ع         |
|                  |           | p piʾt "bocht"            | פ Π P ف           |
|                  |           | ṣ ṣad "plant"             | צ ϻ ص-ض ц         |
|                  |           | q qup "aap"               | ק Ϙ Q ق Ҁ         |
|                  |           | r raʾs "hoofd"            | ר Ρ R ر           |
|                  |           | š/ś šimš "Zon, de Uraeus" | ש Σ S ش-س Ш       |
|                  |           | t taw "merkteken"         | ת Τ T ث-ت         |

## Verdere ontwikkelingen
Het Zuid-Arabisch was een vroege uitstoot van het Proto-Sinaïtisch, en heeft daarom letters die zo verschillend zijn van die van het Fenicische schrift. Het Fenicisch zelf is de directe afstammeling van Proto-Sinaïtisch. De grote verandering komt tot uiting in de minder afgeronde letters van het Fenicische schrift. Op wat cosmetische verandering na bleef het schrift min of meer hetzelfde.